# Ібрагім (султан Газні)
Ібрагім I (*бл. 1033 — 25 серпня 1099) — володар Газневідського султанату в 1059—1099 роках. Повне ім'я Захір аль-Даула Рааді ад-Дін Абул-Музаффар Ібрагім ібн Масуд. Період його правління став часом останнього піднесення держави Газневідів.

## Біографія
Походив з династії Газневідів. Син султана Масуда I. Народився близько 1033 року під час походу батька до Табаристану. Після повалення батька у 1040 році деякий час перебував у в'язниці. Згодом його було заслано до містечка Най (на півночі держави). Не брав участі у боротьбі за трон.
після смерті у 1059 році зведеного брата султана Фаррухзада його оголошено новим правителем. Продовжив політику попередника щодо дотримання мирних стосунків із сусідами, насамперед Сельджукидами. Основні походи були спрямовані проти заколотників, повстання та внутрішнього розгардіяшу. 1160 році повалив бунтівного васала Аббаса ібн Шіта, еміра Гора.
Багато посприяв відновленню міст, поліпшенню ремісництва та розвитку торгівлі. Усі заходи були спрямовані на відродження економічної та політичної потуги держави. Задля наповнення скарбниці не нехтував походами проти індійських міст, яких вважав поганськими, а відповідно війну священною. У 1063—1070 роках його син Махмуд воював проти раджпутських кланів Томар, Чаухан, Калачура. Вдалося захопити та пограбувати міста Делі та Канаудж. У 1071 році здійснено похід проти Парамара, правителів Малави. 1072 році замінив сина Махмуда на Масуда в Індії, а Махмуда запроторив до фортеці Най.
У 1073 році, скориставшись боротьбою за владу в Сельджуцькій імперії, спрямував війська до Тохарістану і Хорасану. На його бік перейшов Наср II, правитель Караханідів. Спочатку вдалося завдати поразки Ітману ібн Чагрі-беку, стрийку султана Малік-шаха I. Проте останній після перемоги над Кавурдом, маліком Кермана, рушив проти Караханідів, яким завдано рішучої поразки, а війська Ібрагіма I вимушені були відступити до власних володінь під тиском сельджуцького війська на чолі із Ануш-Тегіном Ґарчаї та Гумуш-Тегіном Білге. Після цього Ібрагім спрямував послів до Малік-шаха I, які передали тому багаті дари і просили видати доньку за спадкоємця престолу Газні — Масуда. Прохання було задоволено.
Після невдачі у протистоянні з Сельджуками послабилися позиції в Індії. У 1077 році призначив візиром Абд аль-Гаміда Ширазі, що багато зробив для посилення держави й відновлення її після цієї поразки від сельджуків. У 1079 році султан здійснив успішний похід до Пенджабу, забравши фортецю Пакпаттан у раджупів Томар. Його військовики пограбували міста Бенарес, Тханесар і Канаудж.
Надалі намагався не ворогувати з сусідами. Проте його війська вели постійні війни з раджпутами. Завдяки цим рейдам вдавалося постійно наповнювати скарбницю. Другий період панування Ібрагіма I є часом економічного та культурного піднесення держави, що дослідники називають Золотою добою Газневідів. Завдяки постійному притоку золота та коштовностей з Індії султан утримував пишний двір, де збиралися поети (Масуд Сааді ібн Салман, Санаї, Утман Мухтарі), науковці, богослови. Надавав значні кошти для розбудови міст, зведення мечетей, медресе.
Помер у 1099 році. Йому спадкував син Масуд III.